# 池生春
池生春（？—？），云南楚雄人，清朝政治人物。

## 生平
道光三年（1823年）癸未科進士，改庶吉士。道光十三年二月十七（1833年4月6日），由翰林院编修调任廣西學政。
工书法，以柳公权为宗，方严峭劲。